# Flavi Sulpicià
Flavi Sulpicià (en llatí Flavius Sulpicianus) era el sogre de l'emperador Pertinax, ja que la seva filla Flàvia Titiana hi estava casada. Va viure al segle ii.
A la mort de Còmmode va ser nomenat prefecte de la ciutat (praefectus urbi). Després de la mort de Pertinax va ser un dels candidats al tron quan els pretorians van vendre la corona al millor postor, però Didi Julià va pagar més. Llavors va ser destituït, però Didi Julià no el va fer matar a petició dels soldats. Més tard va ser executat per orde de l'emperador Septimi Sever acusat d'afavorir al seu rival Clodi Albí, un emperador efímer durant l'any dels cinc emperadors, el 193.